# Парозубчик серцеподібний
Парозубчик серцеподібний (Didymodon cordatus) — вид мохів порядку потіальних (Pottiales).

## Поширення
Батьківщиною є Європа, Азія.
Росте в сухих, теплих, багатих вапном місцях, часто на вінцях і стиках стін, на кам'яних уступах, а також на сонячних лесових стінах порожнистих стін або насипів.

## Характеристика

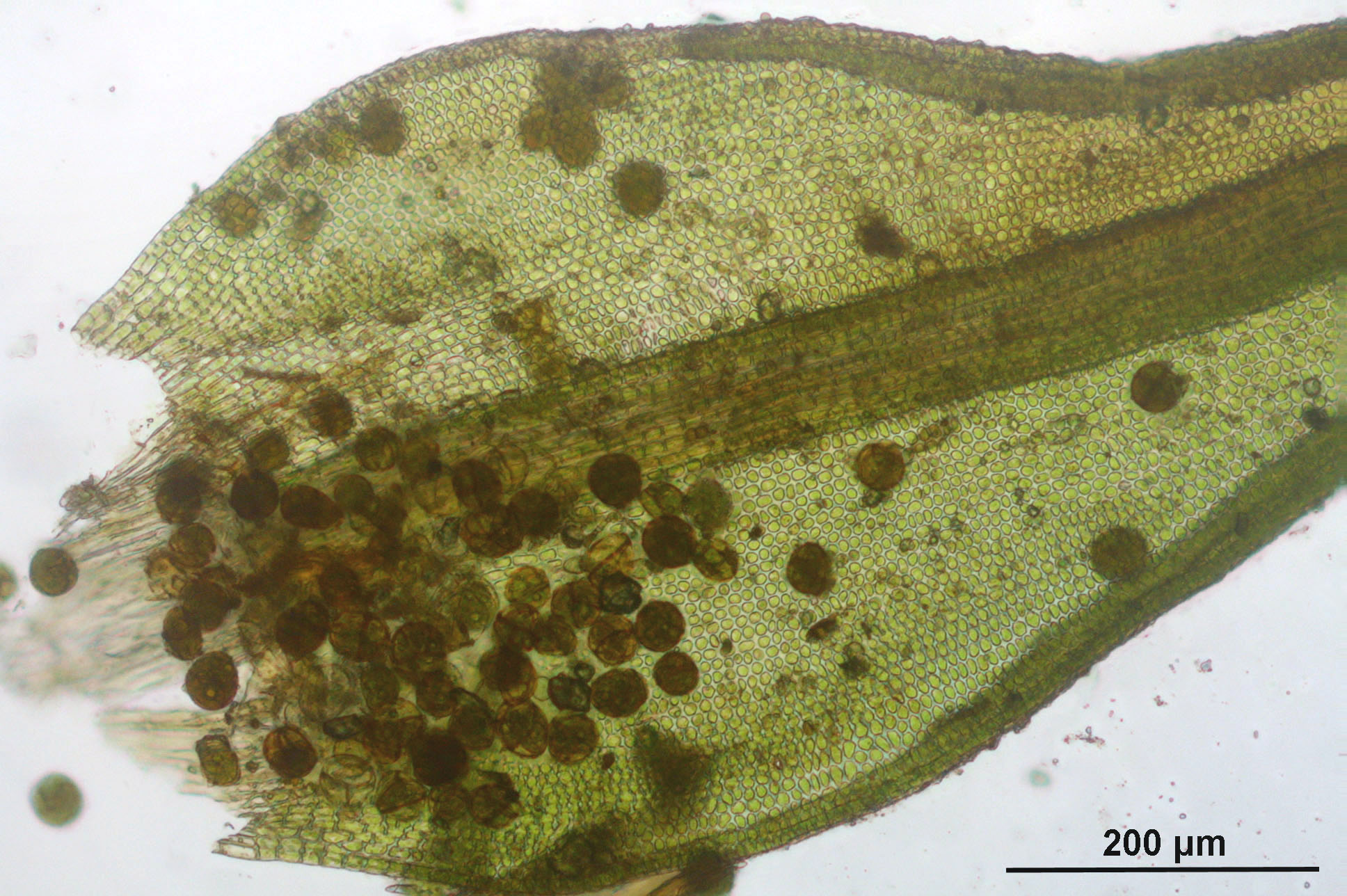
Листок

Утворює пухкі газони від буро-зеленого до брудно-зеленого кольору, які легко гниють. Кілька розгалужених стебел досягають приблизно 3 сантиметрів у висоту. Листя сухе і злегка скручене, у вологому стані стирчить догори або вертикально стоїть. Листки мають широкояйцеподібну основу, коротко загострені, порожнисті. Краї широко загорнуті по всій довжині. Широка листова жилка з короткими шестикутними клітинами на верхній стороні зазвичай виступає у вигляді короткого гострого кінчика. Спорофіти невідомі. Вегетативне розмноження відбувається через округлі, багатоклітинні, коричневі виводкові тіла, які утворюються у великій кількості в пазухах листків.